# Szumiący Potok
Szumiący Potok – potok w Polsce, w Beskidach Zachodnich, dopływ Lipniczanki. Cały bieg potoku znajduje się w gminie Lipnica Wielka (powiat nowotarski).
Na mapie pt. „Babia Góra” (autorzy: Tomasz Nowalnicki i Władysław Midowicz, 1974) potok ten nosi nazwę Śmierdząca Woda.
Źródła Szumiącego Potoku znajdują się na południowych stokach Babiej Góry tuż przy samej granicy ze Słowacją, na wysokości 1420–1460 m n.p.m., a więc już w granicach Babiogórskiego Parku Narodowego. Na podstawie analizy ukształtowania terenu można przyjąć, że jednym z cieków źródłowych Szumiącego Potoku jest drobny ciek wodny, wypływający z położonego na wysokości 1468 m n.p.m. Małego Stawku Orawskiego.
Spływa początkowo w kierunku południowym, z czasem wykręcając ku południowemu wschodowi, a przed samym ujściem, u stóp góry Grapa (876 m n.p.m.) – ku południowemu zachodowi. Na wysokości 723 m n.p.m., w przysiółku Przywarówka należącym do Lipnicy Wielkiej, uchodzi jako lewy dopływ do potoku Lipniczanka.